# مالح يا بحر (مسلسل)
مالح يا بحر، مسلسل لبناني إنتاج عام 2008 تدور أحداثه في فترة الانتداب الفرنسي ومرحلة استقلال لبنان عن هذا الانتداب.
من بطولة كارمن لبس ووالنجم الفلسطيني محمود سعيد وهلا عون وكمال الحلو ووليد العلايلي ويوسف حداد
مدير التصوير محمود خزعل؛ إخراج ليليان بستاني.